# Max Joseph i Bayern
Hertug Maximilian Joseph i Bayern (tysk: Herzog Maximilian Joseph in Bayern, som regel omtalt som Max Joseph; 4. december 1808 – 15. november 1888) var en tysk prins, der tilhørte den ikke-regerende hertugelige sidelinje af slægten Wittelsbach, der var Bayerns kongehus indtil 1918.
Hertug Max Joseph var en af de vigtigste støtter for bayersk folkemusik i 1800-tallet. Han er i dag mest kendt som far til kejserinde Elisabeth af Østrig-Ungarn (kendt som Sissi).

## Biografi
Max Joseph blev født den 4. december 1808 i Neue Residenz i Bamberg i Oberfranken som den eneste søn af hertug Pius August i Bayern og Amalie Luise af Arenberg. Max Josephs farfar var hertug Wilhelm i Bayern, der tilhørte en ikke-regerende sidelinje af den pfalziske gren af Huset Wittelsbach, og som i 1780 havde giftet sig med Maria Anna af Pfalz-Zweibrücken, en søster til pfalzgreve Maximilian Joseph af Pfalz-Zweibrücken (den senere kong Maximilian 1. Joseph af Bayern).
Den 9. september 1828 giftede hertug Maximilian Joseph sig i Tegernsee med sin fars kusine, prinsesse Ludovika af Bayern, der var den sjette datter af kong Maximilian 1. Joseph af Bayern. De fik ti børn, fem sønner og fem døtre.
I 1839 blev hertug Max Joseph æresmedlem af det bayerske videnskabsakademi.
Hertug Max Joseph døde 79 år gammel efter to slagtilfælde den 15. november 1888 i sit palæ i München.

## Folkemusik
Max Joseph blev kendt som én af den bayerske folkemusiks mest fremtrædende støttere i det 19. århundrede.

## Ægteskab og børn
Max Joseph var gift med Ludovika Wilhelmine, hertuginde i Bayern (1808–1892). Hun var datter af af kong Maximilian 1. Joseph af Bayern (1756–1825).
Max Joseph og Ludovika Wilhelmine fik ti børn:
- Ludwig Wilhelm, hertug i Bayern, kaldt Louis (1831–1920). Gift morganatisk to gange, fik en datter med sin første hustru.
- Wilhelm Karl (december 1832–februar 1833).
- Helene Karoline Therese, kaldt Néné (1834–1890), gift med Maximilian Anton Lamoral, arveprins af Thurn og Taxis (1831–1867).
- kejserinde Elisabeth af Østrig-Ungarn, kaldt Sissi (1837–1898), gift med kejser Franz Joseph 1. af Østrig-Ungarn (1830–1916).
- Karl Theodor (1839–1909), øjenlæge, gift to gange, i første ægteskab fik han datteren Amalie „Amélie“ Maria (1865–1912), der blev gift med den senere kong Mindaugas 2. af Litauen, i andet ægteskab fik han fem børn, deriblandt dronning Elisabeth af Belgien (1876–1965) (gift med kong Albert 1. af Belgien), Marie Gabrielle (1878–1912), gift med Rupprecht, kronprins af Bayern (1869–1955) og Ludvig Vilhelm, hertug i Bayern (1884–1968), adoptivfar til Max Emanuel, hertug i Bayern (født 1937).
- dronning Marie Sophie Amalie (1841–1925), gift med Frans 2. (1836–1894), konge af Begge Sicilier.
- Mathilde Ludovika, kaldt Spatz (1843–1925), gift med Luigi, prins af Begge Sicilier (1838–1886), en yngre søn af kong Ferdinand 2. af Begge Sicilier.
- Maximilian (født og død den 8. december 1845)
- Sophie Charlotte Auguste (1847–1897), gift med Ferdinand d’Orléans, hertug af Alençon-Orleans (1844–1910), en sønnesøn af kong Ludvig-Filip af Frankrig (1773–1850).
- Maximilian Emanuel, kaldt Mapperl (1849–1893), gift med prinsesse Amalie af Sachsen-Coburg og Gotha (1848–1894). De fik tre sønner, den yngste var Luitpold Emanuel, hertug i Bayern (1890–1973).